# Wierchnij Batłuch
Wierchnij Batłuch (ros. Верхний Батлух) – wieś w Rosji, w Dagestanie, w rejonie szamilskim. W 2010 liczyła 451 mieszkańców, głównie Awarów.